# Cyanea arborea
Cyanea arborea (englischer Trivialname: „Tree Cyanea“) ist eine ausgestorbene hawaiische Pflanzenart aus der Unterfamilie der Lobeliengewächse (Lobelioideae) innerhalb der Familie der Glockenblumengewächse (Campanulaceae). Sie war endemisch auf Maui.

## Beschreibung
Cyanea arborea war ein kleiner Baum von 4 bis 8 m Wuchshöhe. Charakteristisch war die palmenartige Blätterkrone an der Spitze des Stammes. Der Stamm hatte einen Durchmesser von 10 cm. Die stiellosen verkehrtlanzettlichen Laubblätter waren 65 bis 90 cm lang, 7 bis 12,5 cm breit und saßen in Büscheln am Zweigende. Der Blattrand war schwach gezahnt, aber zur Blattbasis hin fast ganzrandig oder wellenförmig. Die Blattunterseite war glatt, papierartig und lederig und an der Mittelrippe flaumhaarig oder kahl.
Die dünne, steife Blütenstandsachse war 15 bis 30 cm lang und oberhalb fast kahl. Der hängende Blütenstand setzte sich aus 15 bis 25 cremevioletten Einzelblüten zusammen, die 5 cm lang und 5 mm breit waren. Die Blütenstiele waren 3,8 mm, die Tragblätter 2 bis 4 mm und die Vorblätter 1 mm lang. Der Blütenkelch war halbkugelförmig, kahl und kurz gezahnt. Die Blütenröhre war 6 mm lang. Die glatte, ziemlich dünne Blütenkrone war gemäßigt gewölbt, halbaufrecht mit einem tiefen Dorsalspalt und zusammenlaufenden Lappen. Die glatten Staub- und Fruchtblätter waren zu einem Gynostegium (Stempelsäule) verwachsen. Die schwach geriffelten Beeren waren kugelförmig und hatten einen Durchmesser von 10 bis 12 mm. Die Blütezeit war im frühen Frühjahr.

## Vorkommen
Cyanea arborea war endemisch in Höhenlagen zwischen 1.520 und 1.650 m in den dichten halbtrockenen Wäldern bei Ulupalakua auf der westwärts gerichteten Seite des Haleakalā auf Maui.

## Status
Im frühen 19. Jahrhundert gehörte Cyanea arborea zu häufigen Bäumen der artenreichen Wälder am Haleakalā-Krater. 1913 besuchte der Botaniker Joseph Francis Rock die Region bei Ulupalakua und musste feststellen, dass die endemischen Wälder weitgehend durch Viehweiden und Eukalyptusbäume verdrängt wurden. In einer kleinen Schlucht, die für das Vieh unerreichbar war, entdeckte Rock das letzte Exemplar von Cyanea arborea. Bei einer späteren Expedition im Jahre 1928 konnte George Campbell Munro den Baum zum letzten Mal nachweisen.

## Taxonomie
Cyanea arborea wurde 1888 von Wilhelm Hillebrand in Flora of the Hawaiian Islands Seite 261 erstbeschrieben. 